# Los amantes (Giulio Romano)

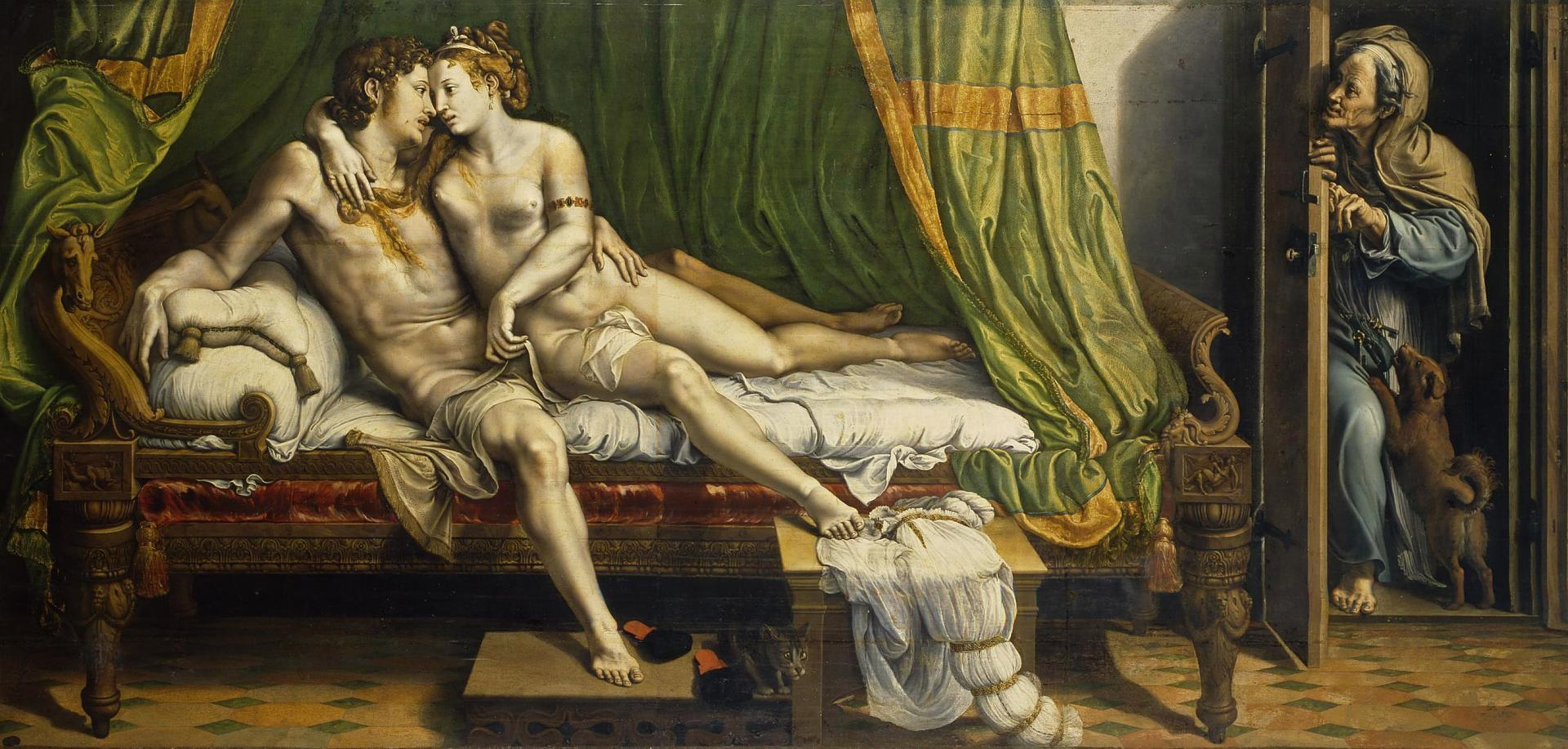
Los amantes, 1524-1525, de Giulio Romano.

Los amantes, Dos amantes o Escena de amor es una pintura al óleo de Giulio Romano, originalmente pintada sobre tabla y más tarde transferida a tela por A. Mitrokin en 1834. Dado que se mantuvo mal almacenada y no se exhibió públicamente debido al tema hasta los años 1920, tiene daños significativos, incluyendo tres roturas grandes en la tela selladas con yeso grueso por el reverso y otros daños en la pintura y en la capa de barniz tanto antes como después de la transferencia; ahora cuelga en el Museo del Hermitage.
Su título es provisional y también ha sido conocida por varios otros:
- Catálogo de 1773 del Hermitage - "Escena galante".
- EK Lipgart - "Escena de Boccaccio".
- Durante una restauración entre 1800 y 1850 - "Marte y Venus".
- Catálogo de 1958 del Hermitage - "Alejandro y Roxana".
- Neverov - "Júpiter y Alcmena".
- Hart - "Sirvienta advirtiendo a una esposa infiel del regreso de su marido".[1]
- Thornton - "Cortesana recibiendo a un cliente".[2]

La obra fue realizada en 1524-1525 en una ubicación desconocida, dado que el artista dejó Roma en 1524 y llegó a Mantua al año siguiente, donde se dedicó principalmente a grandes encargos. Pudo haber sido encargada por Federico Gonzaga y realizada justo antes de la partida de Roma para Mantua. 
El panel apaisado y de gran tamaño, 163 x 337 cm, muestra una escena erótica centrada en una pareja desnuda en un encuadre cercano que se abraza sobre una cama de estilo a la antigua, ricamente decorada en la cabecera con dos cabezas de asno (símbolo de lujuria) y en las patas pequeños relieves tallados con un sátiro copulando con una cabra y una mujer respectivamente. La rodea un dosel verde con bandas doradas y bajo la cama se acurruca un gato que también aparece en su Virgen del gato (Museo Nacional de Capodimonte), pintada en 1522-1523 en Roma. Una sirvienta anciana observa desde la puerta abierta a la derecha, con un perro ladrándole.
Los accesorios que luce la mujer: un brazalete de oro y gemas, la cinta blanca en el cabello, los aretes de perlas, la identifican como una cortesana. Su pierna derecha descansa el pie sobre una mesita sobre la que está una fina camisa, mientras su mano izquierda levanta la sábana sobre los muslos del joven. La pose de este es simétrica a la de ella, su pierna derecha también se desliza fuera de la cama, con el pie sobre un escabel donde han quedado un par de pantuflas.
Una pintura sobre este tema de Romano es mencionada por Vasari como propiedad de Vespasiano I Gonzaga. Al publicarse el testimonio de Vasari en 1880, Milanese la identificó con una versión entonces en el Museo de Berlín con las figuras en un plano medio en lugar de primer plano, ya que no pudo ver la versión del Hermitage, todavía fuera de la exhibición pública "debido a la indecencia de su tema". Al ser exhibida al público por primera vez en 1920 en la Primera Exposición del Hermitage, el catálogo identificó el trabajo del Hermitage como el original y el de Berlín como una copia. Esa versión de Berlín fue trasladada al palacio de Sanssouci en 1930 y grabado en Schloss Reinsberg en 1942, pero se presume perdida más tarde en la Segunda Guerra Mundial.
Johann Friedrich Reiffenstein compró la obra a Thomas Jenkins en Londres para Catalina la Grande. En una carta a Thomas Pitt fechada el 8 de septiembre de 1780, Gavin Hamilton informó que Jenkins había vendido a Catalina muchos trabajos pero que "el Giulio Romano [es decir, Los amantes] es, creo, el mejor de la colección".